# Tir la Jocurile Olimpice de vară din 2020 - Trap (mixt)
Proba de tir trap mixt de la Jocurile Olimpice 2020 a avut loc la 31 iulie 2021 la Asaka Shooting Range.

## Program
Orele sunt ora Japoniei (UTC+9) 
| Data                   | Timp        | Etapă                                                       |
| ---------------------- | ----------- | ----------------------------------------------------------- |
| Sâmbătă, 31 iulie 2021 | 09:00       | Calificări - precizie                                       |
| Sâmbătă, 31 iulie 2021 | 13:30 14:05 | Meciul pentru medalia de bronz Meciul pentru medalia de aur |

## Rezultate

### Calificări
| Loc | Sportiv                  | Țară                         | 1  | 2  | 3  | Total | Total echipă | Shoot-off | Note   |
| --- | ------------------------ | ---------------------------- | -- | -- | -- | ----- | ------------ | --------- | ------ |
| 1   | Fátima Gálvez            | Spania                       | 24 | 25 | 24 | 73    | 148          | +1        | CA, RO |
| 1   | Alberto Fernández        | Spania                       | 25 | 25 | 25 | 75    | 148          | +1        | CA, RO |
| 2   | Alessandra Perilli       | San Marino                   | 25 | 24 | 25 | 74    | 148          | +0        | CA, RO |
| 2   | Gian Marco Berti         | San Marino                   | 25 | 24 | 25 | 74    | 148          | +0        | CA, RO |
| 3   | Zuzana Rehák-Štefečeková | Slovacia 1                   | 24 | 25 | 25 | 74    | 146          | +11       | CB     |
| 3   | Erik Varga               | Slovacia 1                   | 23 | 25 | 24 | 72    | 146          | +11       | CB     |
| 4   | Madelynn Bernau          | Statele Unite ale Americii 2 | 25 | 25 | 25 | 75    | 146          | +10       | CB     |
| 4   | Brian Burrows            | Statele Unite ale Americii 2 | 22 | 25 | 24 | 71    | 146          | +10       | CB     |
| 5   | Yukie Nakayama           | Japonia                      | 25 | 24 | 25 | 74    | 145          |           |        |
| 5   | Shigetaka Oyama          | Japonia                      | 23 | 23 | 25 | 71    | 145          |           |        |
| 6   | Penny Smith              | Australia 2                  | 24 | 23 | 24 | 71    | 145          |           |        |
| 6   | Thomas Grice             | Australia 2                  | 25 | 25 | 24 | 74    | 145          |           |        |
| 7   | Laetisha Scanlan         | Australia 1                  | 25 | 23 | 24 | 72    | 145          |           |        |
| 7   | James Willett            | Australia 1                  | 25 | 25 | 23 | 73    | 145          |           |        |
| 8   | Jana Špotáková           | Slovacia 2                   | 23 | 25 | 22 | 70    | 144          |           |        |
| 8   | Marián Kovačócy          | Slovacia 2                   | 25 | 24 | 25 | 74    | 144          |           |        |
| 9   | Wang Xiaojing            | China                        | 24 | 25 | 23 | 72    | 144          |           |        |
| 9   | Yu Haicheng              | China                        | 25 | 23 | 24 | 72    | 144          |           |        |
| 10  | Kirsty Hegarty           | Marea Britanie               | 22 | 23 | 25 | 70    | 143          |           |        |
| 10  | Matthew Coward-Holley    | Marea Britanie               | 24 | 25 | 24 | 73    | 143          |           |        |
| 11  | Daria Semianova          | COR 1                        | 25 | 22 | 22 | 69    | 142          |           |        |
| 11  | Aleksey Alipov           | COR 1                        | 24 | 25 | 24 | 73    | 142          |           |        |
| 12  | Jessica Rossi            | Italia                       | 24 | 20 | 23 | 67    | 141          |           |        |
| 12  | Mauro De Filippis        | Italia                       | 24 | 25 | 25 | 74    | 141          |           |        |
| 13  | Kayle Browning           | Statele Unite ale Americii 1 | 20 | 25 | 24 | 69    | 140          |           |        |
| 13  | Derrick Mein             | Statele Unite ale Americii 1 | 25 | 21 | 25 | 71    | 140          |           |        |
| 14  | Ekaterina Subbotina      | COR 2                        | 23 | 23 | 22 | 68    | 139          |           |        |
| 14  | Maxim Kabatskiy          | COR 2                        | 23 | 25 | 23 | 71    | 139          |           |        |
| 15  | Alejandra Ramírez        | Mexic                        | 23 | 21 | 24 | 68    | 138          |           |        |
| 15  | Jorge Orozco             | Mexic                        | 23 | 25 | 22 | 70    | 138          |           |        |
| 16  | Maggy Ashmawy            | Egipt                        | 23 | 23 | 23 | 69    | 138          |           |        |
| 16  | Abdel-Aziz Mehelba       | Egipt                        | 23 | 24 | 22 | 69    | 138          |           |        |

### Finale
| Loc                            | Sportivi                            | Țară                         | Total |    |
| ------------------------------ | ----------------------------------- | ---------------------------- | ----- | -- |
| Meciul pentru medalia de aur   |                                     |                              |       |    |
| 1                              | Fátima Gálvez Alberto Fernández     | Spania                       | 41    |    |
| 2                              | Alessandra Perilli Gian Marco Berti | San Marino                   | 40    |    |
| Meciul pentru medalia de bronz |                                     |                              |       |    |
| 3                              | Madelynn Bernau Brian Burrows       | Statele Unite ale Americii 2 | 42    | +3 |
| 4                              | Zuzana Rehák-Štefečeková Erik Varga | Slovacia 1                   | 42    | +2 |